# In The Hollies Style
In The Hollies Style är det andra studioalbumet av den brittiska musikgruppen The Hollies. Skivbolaget Parlophone lanserade albumet i Storbritannien november 1964. En ändrad version släpptes i Kanada oktober 1965.

## Inspelning
Albumet In The Hollies Style spelades in i EMI Studios i Abbey Road i London. (Studion kallades senare Abbey Road Studios.) Inspelningarna startade 13 april 1964. The Hollies spelade då in "Time for Love" och "Don't You Know". 27 april spelades "You'll Be Mine", "It's in Her Kiss", "Come on Home", "Too Much Monkey Business" och "I Thought of You Last Night" in. 3 låtar, den planerade B-sidan på den kommande singeln "Come on Back", "Set Me Free" och "Please Don't Feel Too Bad" inspelades 30 juni. Nära 2 månader senare, 16 augusti, var The Hollies åter i studion och spelade in "What Kind of Boy" och en tidig version av singeln "We're Through". Missnöjda med versionen av "We're Through", gjordes en ny version av låten 25 augusti tillsammans med "To You My Love" och en medley, "Nitty Gritty/Something's Got a Hold on Me".

## Låtlista

### Sida 1
1. "Nitty Gritty" / "Something's Got a Hold on Me" (Lincoln Chase / Etta James, Leroy Kirkland, Pearl Woods) – 4:13
2. "Don't You Know" – 1:57
3. "To You My Love" – 2:08
4. "It's in Her Kiss" (Rudy Clark) –  2:15
5. "Time for Love" – 2:31
6. "What Kind of Boy" (Big Dee Irwin) – 2:39

### Sida 2
1. "Too Much Monkey Business" (Chuck Berry) – 2:28
2. "I Thought of You Last Night" (Ralph Freed) – 2:18
3. "Please Don't Feel Too Bad" – 2:27
4. "Come on Home" – 1:53
5. "You'll Be Mine" – 2:02
6. "Set Me Free" – 2:28

Alla låtar skrivna av Allan Clarke, Tony Hicks och Graham Nash om inget annat anges.

## Kanadensisk version
Även om The Hollies var populära i Storbritannien, beslutade bandets skivbolag i USA och Kanada att inte utge albumet. Efter att det tredje studioalbumet med The Hollies, Hollies, släpptes i Storbritannien, beslutade Capitol Canada att utge In The Hollies Style i en ändrad version. Det kanadensiska albumet innehåller endast 4 av låtarna från det brittiska albumet. I stället gjordes plats för hit-låtarna "We're Through", "Yes I Will" och "I'm Alive" samt B-sidorna "You Know He Did" och "Come on Back", som senare gjordes om till "Stop Stop Stop". Med finns också "Mickey's Monkey" från albumet Hollies och "Honey and Wine" som inte kom med på samma album.

### Sida 1
1. "I'm Alive" (Clint Ballard, Jr.) – 2:24
2. "You Know He Did" (L. Ransford) – 2:01
3. "Honey and Wine" (Gerry Goffin, Carole King) – 2:28
4. "Mickey's Monkey" (Holland-Dozier-Holland) – 2:29
5. "Come on Back" (L. Ransford) – 2:10
6. "We're Through" (L. Ransford) – 2:15

### Sida 2
1. "Yes I Will" (Gerry Goffin, Russ Titelman) – 2:57
2. "Don't You Know"  (L. Ransford) – 1:57
3. "To You My Love" (L. Ransford) – 2:08
4. "Time for Love" (L. Ransford) – 2:31
5. "What Kind of Boy" (Big Dee Irwin) – 2:39
6. "Too Much Monkey Business" (Chuck Berry) – 2:28

Låtar skrivna av Clarke, Hicks och Nash är krediterad "L. Ransford".

## Medverkande
- Allan Clarke – sång
- Eric Haydock – basgitarr
- Tony Hicks – sång, sologitarr
- Graham Nash – sång, rytmgitarr
- Bobby Elliott – trummor